# Граф Онслоу

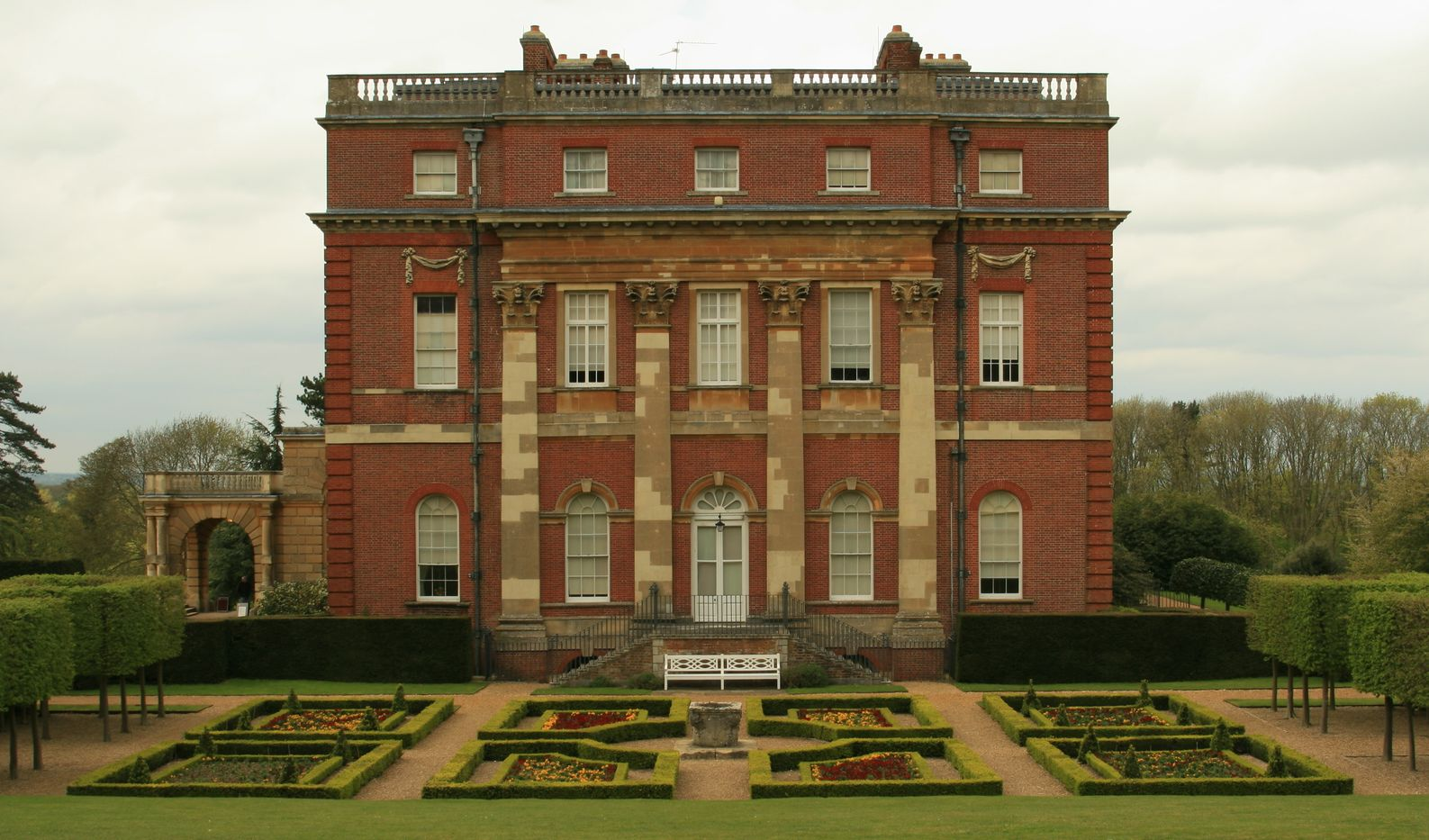
Клэндон Парк Хаус, бывшая резиденция графов Онслоу

Граф Онслоу из Онслоу в графстве Шропшир (англ. Earl of Onslow) — наследственный титул в системе Пэрства Соединённого королевства.

## История
Титул графа Онслоу был создан 17 июня 1801 года для Джорджа Онслоу, 4-го барона Онслоу (1731—1814). Семья Онслоу происходит от сэра Артура Онслоу (1622—1688), который представлял в Палате общин Брамбер, Суссекс и Гилдфорд. Он был мужем Мэри Фут, дочери Томаса Фута (1592—1687), лорда-мэра Лондона в 1649 году, который в 1660 году получил титул баронета из Лондона. В 1674 году Артур Онслоу получил королевское разрешение на наследование титула баронета после смерти своего тестя Томаса Фута.
В 1688 году ему наследовал его сын, Ричард Онслоу, 2-й баронет (1654—1717). Он был крупным политиком, занимал посты спикера Палаты общин (1708—1710) и канцлера казначейства Великобритании (1713—1714). В 1716 году для него был создан титул барона Онслоу из Онслоу в графстве Шропшир и Клэндона в графстве Суррей (Пэрство Великобритании). Его преемником стал его сын, Томас Онслоу, 2-й барон (1679—1740). Он заседал в Палате общин Великобритании от Гаттона (1702—1705), Чичестера (1705—1707, 1707—1708), Блетчингли (1708—1715), Хаслемера (1708, 1713—1714) и Суррея (1715—1717). Также занимал пост лорда-лейтенанта графства Суррей (1714—1740). Его сын, Ричард Онслоу, 3-й барон (1713—1776), заседал в Палате общин от Гилфорда (1734—1740) и служил лордом-лейтенантом Суррея (1740—1776).
Ему наследовал троюродный брат, Джордж Онслоу, 4-й барон Онслоу (1731—1814). Он был единственным сыном Артура Онслоу (1691—1768), спикера Палаты общин (1728—1761), старшего сына Фута Онслоу. Он был депутатом Палаты общин от Рая (1754—1761) и Суррея (1761—1774), занимал пост казначея Хаусхолда (1779—1780) и лорда-лейтенанта Суррея (1776—1814). В мае 1776 года, за пять месяцев до получения титула барона Онслоу, он уже получил титул барона Крэнли из Имбер Корт в графстве Суррей (Пэрство Великобритании). В 1801 году для него были созданы титулы виконта Крэнли в графстве Суррей и графа Онслоу из Онслоу в графстве Шропшир. Последние два титула были созданы в Пэрстве Соединённого королевства. Его внук, Эндрю Джордж Льюис Онслоу (1784—1853), известный композитор, автор 36 струнных квартетов и других произведений.
Его сын, Томас Онслоу, 2-й граф Онслоу (1754—1827), представлял в Палате общин Рай (1775—1784) и Гилфорд (1784—1801, 1801—1806). Его преемником стал его старший сын, Артур Онслоу, 3-й граф Онслоу (1777—1870). Его сын Артур Джордж Онслоу (1820—1856) скончался при жизни отца. В 1870 году графский титул унаследовал Уильям Онслоу, 4-й граф Онслоу (1853—1911), внучатый племянник 3-го графа. Он был старшим сыном Джорджа Огастеса Крэнли Онслоу, сына достопочтенного Томаса Крэнли Онслоу, второго сына 2-го графа Онслоу. Лорд Онслоу был видным консервативным политиком и служил в качестве заместителя министра колоний (1887—1888, 1900—1903), заместителя министра по делам по Индии (1895—1900), министра сельского хозяйства (1903—1905) и губернатора Новой Зеландии (1889—1892). Его старший сын, Ричард Онслоу, 5-й граф Онслоу (1876—1945), занимал посты заместителя военного министра (1924—1928) и генерального казначея (1928—1929).
Ему наследовал его старший сын, Уильям Онслоу, 6-й граф Онслоу (1913—1971). Он работал в консервативных правительствах Уинстона Черчилля, Энтони Идена и Гарольда Макмиллана в качестве капитана почётной йоменской гвардии (1951—1960). Его преемником стал его единственный сын, Майкл Онслоу, 7-й граф Онслоу (1938—2011). 7-й граф стал одним из 90 избранных наследственных пэров, которые сохранили свои места в Палате лордов после принятия палатой акта о пэрах 1999 года. Как и его предки, он является членом консервативной партии. 7-й граф Онслоу — единственный наследственный пэр, участвовавший в популярном телешоу «Have I Got News for You». После его смерти 14 мая 2011 года графский титул унаследовал его старший сын, Руперт Онслоу, 8-й граф Онслоу (род. 1967).
Другим членом семьи Онслоу являлся консервативный политик Крэнли Гордон Дуглас Онслоу, барон Онслоу из Уокинга (1926—2001), депутат Палаты общин от Уокинга (1964—1997). Он был потомком Джорджа Онслоу, старшего сына генерал-лейтенанта Ричарда Онслоу, племянника 1-го барона и дяди 1-го графа. Также известен адмирал сэр Ричард Онслоу, 1-й баронет (1741—1817), второй сын генерал-лейтенанта Ричарда Онслоу (ум. 1760).
Старая резиденция графов Онслоу — Клэндон Парк в графстве Суррей.

## Баронеты Онслоу (1674)
- 1674—1688: Сэр Артур Онслоу, 1-й баронет (1622 — 21 июля 1688), старший сын сэра Ричарда Онслоу (1601—1664)
- 1688—1717: Сэр Ричард Онслоу, 2-й баронет (23 июня 1654 — 5 декабря 1717), старший сын предыдущего, барон Онслоу с 1716 года.

## Бароны Онслоу (1716)
- 1716—1717: Ричард Онслоу, 1-й барон Онслоу (23 июня 1654 — 5 декабря 1717), старший сын 1-го баронета
- 1717—1740: Томас Онслоу, 2-й барон Онслоу (27 ноября 1679 — 5 июня 1740), сын предыдущего
- 1740—1776: Ричард Онслоу, 3-й барон Онслоу (1715 — 8 октября 1776), сын предыдущего
- 1776—1814: Джордж Онслоу, 4-й барон Онслоу (13 сентября 1731 — 17 мая 1814), единственный сын Артура Онслоу (1691—1768), внук Фута Онслоу (ум. 1710), граф Онслоу с 1801 года.

## Графы Онслоу (1801)

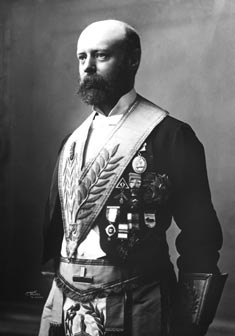
Уильям Хиллер Онслоу, 4-й граф Онслоу

- 1801—1814: Джордж Онслоу, 1-й граф Онслоу (13 сентября 1731 — 17 мая 1814), единственный сын Артура Онслоу (1691—1768)
- 1814—1827: Томас Онслоу, 2-й граф Онслоу (15 марта 1754 — 22 февраля 1827), старший сын предыдущего
- 1827—1870: Артур Джордж Онслоу, 3-й граф Онслоу (25 октября 1777 — 24 октября 1870), старший сын предыдущего
  - Артур Джордж Онслоу, виконт Крэнли (16 июня 1820 — 2 августа 1856), единственный сын предыдущего
- 1870—1911: Уильям Хиллер Онслоу, 4-й граф Онслоу (7 марта 1853 — 23 октября 1911), единственный сын Джорджа Огастеса Крэнли Онслоу (1813—1855), внук достопочтенного Томаса Крэнли Онслоу (1778—1861), второго сына Томаса Онслоу, 2-го графа Онслоу
- 1911—1945: Ричард Уильям Алан Онслоу, 5-й граф Онслоу (23 августа 1876 — 9 июня 1945), старший сын предыдущего
- 1945—1971: Уильям Артур Бэмпфилд Онслоу, 6-й граф Онслоу (11 июня 1913 — 3 июня 1971), единственный сын предыдущего
- 1971—2011: Майкл Уильям Копелстон Диллон Онслоу, 7-й граф Онслоу (28 февраля 1938 — 14 мая 2011), единственный сын предыдущего
- 2011 — настоящее время: Руперт Чарльз Уильям Буллард Онслоу, 8-й граф Онслоу (род. 16 июня 1967), единственный сын предыдущего
  - Наследник: Энтони Эрнест Эдвард Онслоу (род. 1955), второй сын Артура Чарльза Вивиана Онслоу (род. 1920), внук Вивиана Исидора Онслоу (1888—1879), правнук Артура Эдварда Онслоу (род. 1862), потомок 2-го графа Онслоу.